# ラモン・メディナベージョ
ラモン・メディナベージョ（Ramón Ismael Medina Bello, 1966年4月29日 - ）は、アルゼンチン・エントレ・リオス州グアレグアイ出身の元プロサッカー選手。現役時代のポジションはフォワード。元アルゼンチン代表。

## 経歴
リーベル・プレートでキャリアをスタート、1993年にはゴールを量産してアルゼンチン年間最優秀選手賞を受賞した。
1994年に現役アルゼンチン代表選手として横浜マリノスに移籍、マリノスのアルゼンチン遠征で、直前まで所属していたリーベル・プレートとのフレンドリーマッチに後半から出場し、ゴールを決めるデビュー。マリノスでは同じアルゼンチン出身のラモン・ディアス、グスタボ・サパタと共に元リバー・プレート所属のリーバープレートトライアングルを形成した。1994年3月12日の浦和レッズ戦でJリーグ初出場、初ゴール、8月17日の鹿島アントラーズ戦で決めたゴールは、Jリーグ1000ゴール目のメモリアルゴールとなった。1995年の1stステージではヴェルディ川崎と最終節まで優勝を争ったが、マリノスは最終節で鹿島アントラーズと対戦、この試合で決勝ゴールを決め、マリノスは優勝を決めた。この年はJリーグで21ゴールを決めるなど 、Jリーグでは通算70試合36ゴールの成績を残した。
マリノス退団後はリーベル・プレートに複帰、1996年のインターコンチネンタルカップのユベントス戦ではベンチ入りするなど、ベンチ要員とて、1996年のリベルタドーレスカップ、リーグ優勝や1997年のスーペルコパ・スダメリカーナなどを制した。
アルゼンチン代表では1994年W杯・アメリカ大会の予選では5試合に出場し、4ゴールを決め、本大会出場に貢献、マリノス所属時に出場したワールドカップでは、グループリーグのブルガリア戦、ラウンド16のルーマニア戦でいずれも途中出場した。

## プレースタイル
ラボンバというニックネームがつくほど、強烈な右足からのシュートが代名詞であったが、左足でも同じく強烈なシュートを放ち得点を量産、強引な突破からシュートへ持ち込むパターンを最も得意としていた。

## 個人成績
| 国内大会個人成績 | 国内大会個人成績   | 国内大会個人成績 | 国内大会個人成績        | 国内大会個人成績 | 国内大会個人成績 | 国内大会個人成績 | 国内大会個人成績 | 国内大会個人成績   | 国内大会個人成績   | 国内大会個人成績 | 国内大会個人成績 |
| 年度             | クラブ             | 背番号           | リーグ                  | リーグ戦         | リーグ戦         | リーグ杯         | リーグ杯         | オープン杯         | オープン杯         | 期間通算         | 期間通算         |
| 年度             | クラブ             | 背番号           | リーグ                  | 出場             | 得点             | 出場             | 得点             | 出場               | 得点               | 出場             | 得点             |
| アルゼンチン     | アルゼンチン       | アルゼンチン     | アルゼンチン            | リーグ戦         | リーグ戦         | リーグ杯         | リーグ杯         | アルヘンティーナ杯 | アルヘンティーナ杯 | 期間通算         | 期間通算         |
| ---------------- | ------------------ | ---------------- | ----------------------- | ---------------- | ---------------- | ---------------- | ---------------- | ------------------ | ------------------ | ---------------- | ---------------- |
| 1988-89          | リーベル・プレート |                  | プリメーラ              | 2                | 0                |                  |                  |                    |                    |                  |                  |
| 1989-90          | リーベル・プレート |                  | プリメーラ              | 32               | 9                |                  |                  |                    |                    |                  |                  |
| 1990-91          | リーベル・プレート |                  | プリメーラ              | 29               | 8                |                  |                  |                    |                    |                  |                  |
| 1991-92          | リーベル・プレート |                  | プリメーラ              | 31               | 6                |                  |                  |                    |                    |                  |                  |
| 1992-93          | リーベル・プレート |                  | プリメーラ              | 37               | 16               |                  |                  |                    |                    |                  |                  |
| 1993-94          | リーベル・プレート |                  | プリメーラ              | 9                | 8                |                  |                  |                    |                    |                  |                  |
| 日本             | 日本               | 日本             | 日本                    | リーグ戦         | リーグ戦         | リーグ杯         | リーグ杯         | 天皇杯             | 天皇杯             | 期間通算         | 期間通算         |
| 1994             | 横浜M              | -                | J                       | 30               | 15               | 1                | 0                | 0                  | 0                  | 31               | 15               |
| 1995             | 横浜M              | -                | J                       | 40               | 21               | -                | -                | 0                  | 0                  | 40               | 21               |
| アルゼンチン     | アルゼンチン       | アルゼンチン     | アルゼンチン            | リーグ戦         | リーグ戦         | リーグ杯         | リーグ杯         | アルヘンティーナ杯 | アルヘンティーナ杯 | 期間通算         | 期間通算         |
| 1995-96          | リーベル・プレート |                  | プリメーラ              | 10               | 2                |                  |                  |                    |                    |                  |                  |
| 1996-97          | リーベル・プレート |                  | プリメーラ              | 10               | 1                |                  |                  |                    |                    |                  |                  |
| 1997-98          | リーベル・プレート |                  | プリメーラ              | 20               | 7                |                  |                  |                    |                    |                  |                  |
| 1997-98          | タジェレス         |                  | プリメーラB・ナシオナル | 12               | 3                |                  |                  |                    |                    |                  |                  |
| 1998-99          | タジェレス         |                  | プリメーラ              | 11               | 5                |                  |                  |                    |                    |                  |                  |
| 2001-02          | ドック・スド       |                  |                         | 0                | 0                |                  |                  |                    |                    |                  |                  |
| 2002-03          | ドック・スド       |                  |                         | 0                | 0                |                  |                  |                    |                    |                  |                  |
| 2003-04          | ドック・スド       |                  |                         | 0                | 0                |                  |                  |                    |                    |                  |                  |
| 2004-05          | フベントゥ・ウニダ |                  |                         | 0                | 0                |                  |                  |                    |                    |                  |                  |
| 2005-06          | フベントゥ・ウニダ |                  |                         | 10               | 6                |                  |                  |                    |                    |                  |                  |
| 通算             | 日本               | 日本             | J                       | 70               | 36               | 1                | 0                | 0                  | 0                  | 71               | 36               |
| 総通算           |                    |                  |                         |                  |                  |                  |                  |                    |                    |                  |                  |

その他の公式戦
- 1995年
  - Jリーグチャンピオンシップ 1試合0得点

## 代表歴

### 出場大会
- 1991年 - 1994年 アルゼンチン代表
  - 1991年 - コパ・アメリカ 優勝
  - 1993年 - コパ・アメリカ 優勝
  - 1994年 - FIFAワールドカップ 2試合0得点

### 試合数
- 国際Aマッチ 17試合 4得点（1991年-1994年）[8]

| アルゼンチン代表 | 国際Aマッチ | 国際Aマッチ |
| 年               | 出場        | 得点        |
| ---------------- | ----------- | ----------- |
| 1991             | 4           | 0           |
| 1992             | 2           | 1           |
| 1993             | 8           | 4           |
| 1994             | 3           | 0           |
| 通算             | 17          | 5           |

## タイトル

### クラブ
ラシン・クルブ
- スーペルコパ・スダメリカーナ : 1988

リーベル・プレート
- プリメーラ・ディビシオン : 1989-90, 1991-92A, 1993-94A, 1996-97A, 1996-97C, 1997-98A
- コパ・リベルタドーレス : 1996
- スーペルコパ・スダメリカーナ : 1997

横浜マリノス
- Jリーグ : 1995

タジェレス・デ・コルドバ
- プリメーラB・ナシオナル : 1997-98

### 代表
アルゼンチン代表
- コパ・アメリカ - 1991, 1993